# Teardrops (canción de Womack & Womack)
"Teardrops" es una canción de Womack & Womack, publicada en su cuarto álbum de estudio, Conscience (1988).
Los escritores son Dr. Rue & The Gypsy Wave Banner, psuedónimos de Cecil y Linda Womack.
Esta canción alcanzó el Número 1 en Australia y los Países Bajos, Número 2 en Alemania y Suiza, and Número 3 en el Reino Unido.

## Posición en listas
| Chart (1988)                  | Peak position |
| ----------------------------- | ------------- |
| Australian ARIA Singles Chart | 1             |
| Austrian Singles Chart        | 4             |
| Belgium (Ultratop 50)         | 1             |
| French Singles Chart          | 4             |
| German Singles Chart          | 2             |
| Irish Singles Chart           | 4             |
| Netherlands (Dutch Top 40)    | 1             |
| New Zealand Singles Chart     | 1             |
| Spain (AFYVE)                 | 5             |
| Swedish Singles Chart         | 14            |
| Swiss Singles Chart           | 2             |
| UK Singles Chart              | 3             |